# Epicharis picta
Epicharis picta är en biart som först beskrevs av Smith 1874.  Epicharis picta ingår i släktet Epicharis och familjen långtungebin. Inga underarter finns listade i Catalogue of Life.